# Дніпровська паперова фабрика
Дніпровська паперова фабрика (ТОВ з іноземними інвестиціями «Дніпровська паперова фабрика») — підприємство целюлозно-паперової промисловості у місті Дніпро

## Історія
1914 — у Катеринославі на лівому березі Дніпра фабриканти Г. Кофман і Я Фурман побудували паперову фабрику.
1918—1922 — фабрика зазнала руйнувань будівель та обладнання.
1925—1926 — відновлення фабрики.
1933 — паперова фабрика виконала план першої п'ятирічки на 117 %.
1934—1935 — розширюється асортимент паперових виробів.
1940—1941 — збільшення виробництва паперу до 7870 тонн.
1941—1944 — у роки нацистської окупації фабрику було зруйновано.
1944—1946 — відновлення фабрики. Надходження нового обладнання.
1951 — досягнутий довоєнний рівень випуску продукції.
1955—1964 — реконструйовано паперові машини, автоматизовано виробничий процес.
1964—1982 — запущено новий цех. Освоєно випуск паперу з економією волокна.
1992 — Розпад Радянського Союзу призводить до зупинки фабрики.
1998—2003 — Фабрика отримала друге народження. Запущена машина для виготовлення гофрованого паперу.
2014 — 100-річний Ювілей Фабрики.
2015 — Освоєно випуск основи для паперових рушників.

## Сьогодення
Сьогодні фабрика є одним із провідних та багатофункціональних підприємств целюлозно-паперової галузі України.

## Основні види діяльності
- Виробництво паперу, картону та гофрокартону. Продукція збувається в Україні та за кордоном.

## Продукція
- Папір-основа, туалетний папір
- Зошити, альбоми, папір для записів, блокноти
- Картон для пласких шарів, папір для гофрування, обгортковий папір, крафт-папір.

## Адреса та контакти
- м. Дніпро, Україна.
- вулиця: Адмірала  Білинського (колишня Каспійська), 2
- індекс: 49000